# Parigi-Nizza 1974
La Parigi-Nizza 1974, trentaduesima edizione della corsa, si svolse dal 9 al 16 marzo 1974 su un percorso di 1 267 km ripartiti in sette tappe (la sesta e la settima suddivise in due semitappe) più un cronoprologo. Fu vinta dall'olandese Joop Zoetemelk che si impose in 33h16'55", bissando il successo dell'anno precedente, davanti al francese Alain Santy e al belga Eddy Merckx.

## Tappe
| Tappa  | Data     | Percorso                                      | km    | Vincitore di tappa | Leader cl. generale |
| ------ | -------- | --------------------------------------------- | ----- | ------------------ | ------------------- |
| Prol.  | 9 marzo  | Saint-Fargeau-Ponthierry (cron. individuale)  | 6     | Joseph Bruyère     | Eddy Merckx         |
| 1ª     | 10 marzo | Saint-Fargeau-Ponthierry > Orléans            | 189   | Eddy Merckx        | Eddy Merckx         |
| 2ª     | 11 marzo | Sully-sur-Loire > Château-Chinon              | 202   | Bernard Thévenet   | Eddy Merckx         |
| 3ª     | 12 marzo | Paray-le-Monial > Saint-Étienne               | 164   | Cyrille Guimard    | Eddy Merckx         |
| 4ª     | 13 marzo | Saint-Étienne > Orange                        | 218   | Eric Leman         | Eddy Merckx         |
| 5ª     | 14 marzo | Orange > Bandol                               | 204   | Eddy Merckx        | Eddy Merckx         |
| 6aª    | 15 marzo | Carqueiranne > Mont Faron (cron. individuale) | 21    | Joop Zoetemelk     | Joop Zoetemelk      |
| 6bª    | 15 marzo | Tolone > Draguignan                           | 112   | Alfred Gaida       | Alain Santy         |
| 7aª    | 16 marzo | Seillans > Nizza                              | 111   | Rik Van Linden     | Alain Santy         |
| 7bª    | 16 marzo | Nizza > Col d'Èze (cron. individuale)         | 9,5   | Joop Zoetemelk     | Joop Zoetemelk      |
| Totale | Totale   | Totale                                        | 1 267 |                    |                     |

## Dettagli delle tappe

### Prologo
- 9 marzo: Saint-Fargeau-Ponthierry > Saint-Fargeau-Ponthierry (cron. individuale) – 6 km

| Pos. | Corridore      | Squadra   | Tempo |
| ---- | -------------- | --------- | ----- |
| 1    | Eddy Merckx    | Molteni   | 8'12" |
| 2    | Joseph Bruyère | Molteni   | s.t.  |
| 3    | Roger Swerts   | Ijsboerke | a 1"  |

| Pos. | Corridore   | Squadra | Tempo |
| ---- | ----------- | ------- | ----- |
| 1    | Eddy Merckx | Molteni |       |

### 1ª tappa
- 10 marzo: Saint-Fargeau-Ponthierry > Orléans – 189 km

| Pos. | Corridore          | Squadra   | Tempo    |
| ---- | ------------------ | --------- | -------- |
| 1    | Eddy Merckx        | Molteni   | 5h11'02" |
| 2    | Ryszard Szurkowski | Polonia   | s.t.     |
| 3    | Rik Van Linden     | Ijsboerke | s.t.     |

| Pos. | Corridore   | Squadra | Tempo |
| ---- | ----------- | ------- | ----- |
| 1    | Eddy Merckx | Molteni |       |

### 2ª tappa
- 11 marzo: Sully-sur-Loire > Château-Chinon – 202 km

| Pos. | Corridore        | Squadra      | Tempo    |
| ---- | ---------------- | ------------ | -------- |
| 1    | Bernard Thévenet | Peugeot      | 5h23'25" |
| 2    | Georges Pintens  | M.I.C.       | s.t.     |
| 3    | Cyrille Guimard  | Merlin Plage | a 1"     |

| Pos. | Corridore   | Squadra | Tempo |
| ---- | ----------- | ------- | ----- |
| 1    | Eddy Merckx | Molteni |       |

### 3ª tappa
- 12 marzo: Paray-le-Monial > Saint-Étienne – 164 km

| Pos. | Corridore        | Squadra      | Tempo    |
| ---- | ---------------- | ------------ | -------- |
| 1    | Cyrille Guimard  | Merlin Plage | 4h31'47" |
| 2    | Willy Planckaert | Ijsboerke    | s.t.     |
| 3    | Rik Van Linden   | Ijsboerke    | s.t.     |

| Pos. | Corridore   | Squadra | Tempo |
| ---- | ----------- | ------- | ----- |
| 1    | Eddy Merckx | Molteni |       |

### 4ª tappa
- 13 marzo: Saint-Étienne > Orange – 218 km

| Pos. | Corridore          | Squadra   | Tempo    |
| ---- | ------------------ | --------- | -------- |
| 1    | Eric Leman         | M.I.C.    | 5h33'09" |
| 2    | Rik Van Linden     | Ijsboerke | s.t.     |
| 3    | Ryszard Szurkowski | Polonia   | s.t.     |

| Pos. | Corridore   | Squadra | Tempo |
| ---- | ----------- | ------- | ----- |
| 1    | Eddy Merckx | Molteni |       |

### 5ª tappa
- 14 marzo: Orange > Bandol – 204 km

| Pos. | Corridore       | Squadra      | Tempo    |
| ---- | --------------- | ------------ | -------- |
| 1    | Eddy Merckx     | Molteni      | 5h36'39" |
| 2    | Cyrille Guimard | Merlin Plage | s.t.     |
| 3    | Rik Van Linden  | Ijsboerke    | s.t.     |

| Pos. | Corridore   | Squadra | Tempo |
| ---- | ----------- | ------- | ----- |
| 1    | Eddy Merckx | Molteni |       |

### 6ª tappa - 1ª semitappa
- 15 marzo: Carqueiranne > Mont Faron (cron. individuale) – 21 km

| Pos. | Corridore        | Squadra | Tempo  |
| ---- | ---------------- | ------- | ------ |
| 1    | Joop Zoetemelk   | Gan     | 39'20" |
| 2    | Bernard Thévenet | Peugeot | a 28"  |
| 3    | Raymond Poulidor | Gan     | a 30"  |

| Pos. | Corridore      | Squadra | Tempo |
| ---- | -------------- | ------- | ----- |
| 1    | Joop Zoetemelk | Gan     |       |

### 6ª tappa - 2ª semitappa
- 15 marzo: Tolone > Draguignan – 112 km

| Pos. | Corridore      | Squadra | Tempo    |
| ---- | -------------- | ------- | -------- |
| 1    | Alfred Gaida   | Rokado  | 3h01'16" |
| 2    | Alain Santy    | Gan     | s.t.     |
| 3    | Gérard Besnard | Sonolor | a 44"    |

| Pos. | Corridore   | Squadra | Tempo |
| ---- | ----------- | ------- | ----- |
| 1    | Alain Santy | Gan     |       |

### 7ª tappa - 1ª semitappa
- 16 marzo: Seillans > Nizza – 111 km

| Pos. | Corridore          | Squadra     | Tempo    |
| ---- | ------------------ | ----------- | -------- |
| 1    | Rik Van Linden     | Ijsboerke   | 2h50'29" |
| 2    | Ryszard Szurkowski | Polonia     | s.t.     |
| 3    | Jean-Paul Richard  | Gan-Mercier | s.t.     |

| Pos. | Corridore   | Squadra | Tempo |
| ---- | ----------- | ------- | ----- |
| 1    | Alain Santy | Gan     |       |

### 7ª tappa - 2ª semitappa
- 16 marzo: Nizza > La Turbie (cron. individuale) – 9 km

| Pos. | Corridore         | Squadra | Tempo  |
| ---- | ----------------- | ------- | ------ |
| 1    | Joop Zoetemelk    | Gan     | 20'38" |
| 2    | Joaquim Agostinho | Bic     | a 13"  |
| 3    | Mariano Martínez  | Sonolor | a 40"  |

| Pos. | Corridore      | Squadra | Tempo     |
| ---- | -------------- | ------- | --------- |
| 1    | Joop Zoetemelk | Gan     | 33h16'55" |
| 2    | Alain Santy    | Gan     | a 29"     |
| 3    | Eddy Merckx    | Molteni | a 1'01"   |

## Classifiche finali

### Classifica generale
| Pos. | Corridore         | Squadra                | Tempo     |
| ---- | ----------------- | ---------------------- | --------- |
| 1    | Joop Zoetemelk    | Gan-Mercier-Hutchinson | 33h16'55" |
| 2    | Alain Santy       | Gan-Mercier-Hutchinson | a 29"     |
| 3    | Eddy Merckx       | Molteni                | a 1'01"   |
| 4    | Bernard Thévenet  | Peugeot-BP-Michelin    | a 1'26"   |
| 5    | Raymond Poulidor  | Gan-Mercier-Hutchinson | a 1'33"   |
| 6    | Mariano Martínez  | Sonolor-Gitane         | a 2'11"   |
| 7    | Hennie Kuiper     | Rokado                 | a 2'25"   |
| 8    | Leif Mortensen    | Bic                    | a 3'08"   |
| 9    | Miguel María Lasa | KAS                    | a 3'29"   |
| 10   | Rik Van Linden    | Ijsboerke-Colner       | a 3'34"   |